# 帝國總督
帝國總督（德語：[ˈʁaɪçsˌʃtathaltɐ]）是德意志帝国和纳粹德国使用的头衔。
纳粹黨在赢得1933年大选后，重新建立了帝国总督（Reichsstatthalter）办公室，以直接控制除普鲁士外的所有国家。他们独立的州政府和议会相继被废除，而帝国政府在一个称为“一體化”的过程中被極權化歸屬納粹黨管理。此時普鲁士政府已在一年前的普魯士政變中被总理弗朗茨·馮·帕彭接管。
1933年授权法案通过两周后，阿道夫·希特勒成为了德国的独裁者，纳粹政府于7日颁布了《第二条国家与帝国同步法》（德語：Zweites Gesetz zur Gleichschaltung der Länder mit dem Reich）1933年4月。这项法律在德国17个州中的每一个州部署了一名帝國總督。帝国总督的任务是监督希特勒在各州实施的政治指导方针。事实上，法律要求他们执行“总理的一般政策”。在实践中他们对州政府拥有完全的权力。帝國總督的主要权力在于：
- 任免国务部长兼总统
- 解散州议会并举行新的选举
- 颁布和宣布州法律
- 任免重要的国家代理人和法官
- 特赦

在前德意志共和國最大的邦國普鲁士自由邦，希特勒通过任命自己为帝國總督来直接進行控制。然而在1933年後他将此权力下放给了心腹赫尔曼·戈林，后者未经选举就被任命为普鲁士內閣總理。普鲁士各省由高級行政长官（Oberpräsident）管理，擔任此職的通常是当地的大區長官。